# Dmitri Michailowitsch Jurowski
Dmitri Jurowski (auch: Dmitri Mikhailovich Yurovsky, * 6. November 1979 in Moskau) ist ein russisch-deutscher Dirigent, musikalischer Leiter und Chefdirigent des Opern- und Balletttheaters Nowosibirsk, der Königlich Flämischen Oper in Antwerpen und Gent sowie der Russischen Philharmonie (Русская филармония).

## Leben
Jurowski ist Sohn des Dirigenten Michail Wladimirowitsch Jurowski und von Eleonora Dmitrievna Taratuta, außerdem ist er Enkel des Komponisten Wladimir Michailowitsch Jurowski. Sein älterer Bruder ist der Dirigent Wladimir Jurowski. Seine Schwester ist Pianistin und Lehrerin Maria Dribinsky (geborene Jurowskaja).
Ab seinem sechsten Lebensjahr studierte er Cello an der Zentralen Musikschule des Moskauer Tschaikowsky-Konservatoriums, musste jedoch seine Instrumentalkarriere wegen Arthrose verlassen. 1989 wanderte er mit seiner Familie nach Deutschland aus. Er setzte sein Studium in Berlin und Rostock fort. Er studierte an der Dirigentenabteilung der Hochschule für Musik Hanns Eisler Berlin.
Jurowski war Assistent seines Vaters bei der Vorbereitung der Aufnahme von Boris Godunow (Berliner Rundfunkorchester) und 2004 bei der Produktion von Parsifal im Teatro Carlo Felice in Genua. 2005 begann er eine selbständige Dirigentenkarriere: Er trat mit dem Münchner Rundfunkorchester, den Orchestern des Nationaltheaters von Rom, den Comiche-Opern, dem Teatro Massimo (Palermo), dem Teatro Carlo Felice in Genua, dem Dresdner Sinfonieorchester, dem Sinfonieorchester Portugals und anderen Ensembles sowie dem Michailowski-Theater und der Neuen Israelischen Oper auf.
Seit Januar 2011 ist Jurowski Chefdirigent der Königlich Flämischen Oper in Antwerpen und Gent sowie zugleich Chefdirigent des Moskauer Sinfonieorchesters „Russische Philharmonie“. 2015 wurde er Chefdirigent und Musikdirektor des Opern- und Balletttheaters Nowosibirsk.